# Christiernus Johannis Norström
Christiernus Johannis Norström (tidigare Fabricius), född 16 augusti 1640 i Norrköping, Östergötlands län, död 19 juli 1708 i Eksjö, Jönköpings län, var en svensk präst i Landeryds församling och Eksjö stadsförsamling. Han var även kontraktsprost i Södra Vedbo kontrakt.

## Biografi
Christiernus Johannis Norström föddes 16 augusti 1640 i Norrköping. Han tog 1664 magistern vid Uppsala universitet, Uppsala och blev konsistorienotarie i Linköping 1666. Norström blev konrektor vid Linköpings skola och 1675 rektor vid skolan. Han prästvigdes 1677. Norström blev 1686 lektor i filosofi och 1690 lektor i grekiska. År 1693 blev han lektor i historia samt kyrkoherde i Landeryds församling, Landeryds pastorat. Han blev kyrkoherde och prost i Eksjö stadsförsamling, Eksjö pastorat 1695 och kontraktsprost i Södra Vedbo kontrakt 1705. Norström avled 19 juli 1708 i Eksjö.

### Familj
Norström gifte sig med Anna Johansdotter Bark. De fick tillsammans sonen Johannes Christierni Norström (1674–1730).